# Veneralias

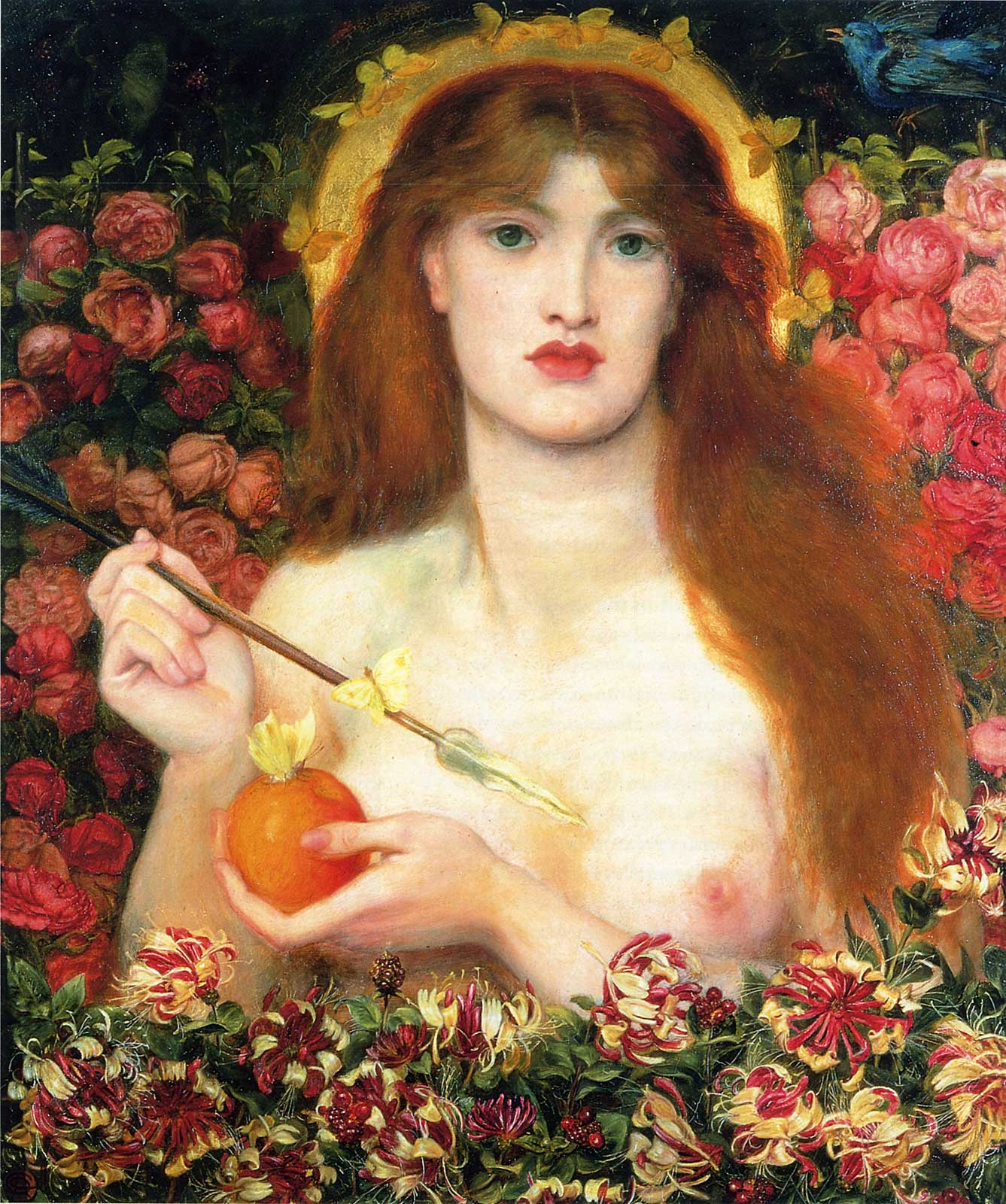
Venus Verticordia, Dante Gabriel Rossetti, 1866. Las Veneralias se celebraban en honor de Venus Verticordia y de Fortuna Viril.

Las Veneralias eran unas antiguas fiestas romanas que se celebraban cada 1 de abril (las Calendas de Aprilis), dedicadas a Venus Verticordia ("la que abre el corazón") y a Fortuna Viril.

## Historia
El culto a Venus Verticordia, como un aspecto de Venus, fue establecido en el 220 a. C., durante los últimos años de las guerras púnicas de Roma, como respuesta al consejo de un oráculo sibilino, cuando tuvieron lugar una serie de prodigios que denotaban el desagrado divino por delitos sexuales cometidos entre los romanos de todas categorías y clases, entre ellos, varios hombres y tres vírgenes vestales.
Su estatua estaba consagrada por una mujer joven, elegida como la más pudicitia (sexualmente pura) en Roma, por un comité de matronas romanas. Al principio, la estatua probablemente se albergaba dentro del templo de Fortuna Virilis. Para Ovidio, la aceptación de este epíteto de Venus y sus propias responsabilidades representaban un cambio en el corazón de la diosa. En el 114 a. C., Venus Verticordia tuvo su propio templo. Su función estaba destinada a convencer a los romanos de ambos sexos y de todas las clases, casados o no, para que apreciaran las virtudes sexuales tradicionales y la Mos maiorum (moralidad) reconocidas como complacientes a los dioses y en beneficio del Estado. 

## Rituales de culto
Durante las Veneralias, la imagen de culto de Venus Verticordia era sacada fuera del templo y llevada a las termas públicas masculinas, donde era desnudada y lavada ritualmente con agua caliente por sus femeninas asistentes, y engalanada con guirnaldas de mirto. Era el momento en que, sobre todo las mujeres, la pedían ayuda en asuntos del corazón, sexo, compromisos o matrimonio.
También se le daba culto el mismo día a Fortuna Viril. A su estatua se le despojaba de las joyas se la lavaba ritualmente y se la engalanaba con pétalos de rosa y se la ofrecía incienso para que se ocultasen las imperfecciones físicas de las mujeres en las termas.
Finalmente, en el transcurso de la fiesta, se bebía el cocetum hecho con adormidera triturada disuelta en leche y endulzada con miel, que supuestamente, era la misma bebida tomada por Venus el día de su boda con Vulcano. La ceremonia servía para asegurar la belleza, personalidad y nobleza de los fieles.